# Benedikt Brilmayer
Benedikt Brilmayer ist ein deutscher Musikwissenschaftler mit dem Schwerpunkt Instrumentenkunde (Organologie) am Musikinstrumenten-Museum Berlin.

## Leben
Brilmayer studierte Musikwissenschaft, Kulturmanagement und Psychologie an der Hochschule für Musik Franz Liszt Weimar und der Friedrich-Schiller-Universität Jena. Als Student arbeitete er bereits für ein gemeinsames Forschungsprojekt der Musikhochschule Weimar sowie der Klassik Stiftung Weimar im Bereich der Organologie.
Ab 2011 arbeitete er an seiner Dissertation an der Universität Augsburg, wo er auch lehrte. Er wurde 2015 an der Universität Augsburg mit der Arbeit „Das Trautonium. Prozesse des Technologietransfers im Musikinstrumentenbau“ promoviert.
Ebenfalls ab 2015 arbeitete er zunächst als Institutsassistent, ab 2017 schließlich als wissenschaftlicher Mitarbeiter und Kurator am Musikinstrumenten-Museum Berlin. Er kuratierte die Ausstellung „Good Vibrations. Eine Geschichte der elektronischen Musikinstrumente“. Er publiziert instrumentenkundliche Untersuchungen mit dem Schwerpunkt elektronische Musikinstrumente und lehrt an mehreren Hochschulen und Universitäten, wie zum Beispiel der Hochschule für Musik und Darstellende Kunst Stuttgart und der Humboldt-Universität zu Berlin.

## Schriften (Auswahl)
- „Musikinstrumente als materielle Überlieferung immateriellen Kulturguts?“, in: Musikinstrumentenbau zwischen Tradition und Innovation. Perspektiven aus Theorie und Praxis, hrsg. von Ya`qub Yonas N. El-Khaled, Enrico Weller und Hannes Vereecke. Markneukirchen 2024.
- Lima in Text, Ton und Bild: die populäre Musikkultur Perus in der ersten Hälfte des 20. Jahrhunderts. Die Sammlung Gérard Borras. Zusammen mit Ricarda Musser. Berlin 2023. https://doi.org/10.57727/6
- Electronic Musical Instruments in Collection Context. Mainz 2022.
- „Eine Berliner Fortschrittsgeschichte der Musikinstrumente“, in: Zehlendorfer Künstler in den Zwanzigern, hrsg. von Beatrix Obal, Berlin 2019.
- Das Trautonium. Prozesse des Technologietransfers im Musikinstrumentenbau. Augsburg 2017.
- Good Vibrations. Eine Geschichte der elektronischen Musikinstrumente / A History of Electronic Musical Instruments, Berlin 2017. ISBN 978-3-422-07401-9 (Hrsg. mit Sarah-Indriyati Hardjowirogo und Conny Restle)
- Johann David Heinichen’s Gründliche Anweisung (1711) translated by Benedikt Brilmayer and Casey Mongoven, Hillsdale, NY 2012.